# Metopius
Metopius is een geslacht van insecten uit de orde vliesvleugeligen (Hymenoptera) en de familie Ichneumonidae.

## Soorten
- M. alanicus Tolkanitz, 2002
- M. albipictus Tosquinet, 1896
- M. alluaudi Seyrig, 1934
- M. amenus Gauld & Sithole, 2002
- M. andreasi Benoit, 1961
- M. anxius Wesmael, 1849
- M. arakawai Uchida, 1930
- M. areolatus (Cameron, 1907)
- M. audens Tosquinet, 1896
- M. austriacus Clement, 1930
- M. baibarensis Uchida, 1930
- M. basalis Cresson, 1879
- M. basarukini Tolkanitz, 1993
- M. bellatorius Forster, 1850
- M. bellus Cresson, 1879
- M. bicarinatus Morley, 1912
- M. birkmani Brues, 1907
- M. brevicornis Seyrig, 1935
- M. brevispina Thomson, 1887
- M. buscus Gauld & Sithole, 2002
- M. butor (Benoit, 1961)
- M. calocatus Gauld & Sithole, 2002
- M. carinatus Tolkanitz, 1985
- M. castiliensis Clement, 1930
- M. certus Tolkanitz, 1993
- M. citratus (Geoffroy, 1785)
- M. clathratus Benoit, 1965
- M. comptus Cresson, 1879
- M. consector Townes & Townes, 1959
- M. continuus Tolkanitz, 1979
- M. contractus Clement, 1930
- M. coreanus Uchida, 1930
- M. crassicornis Morley, 1912
- M. crassipes Smith, 1859
- M. croaticus Clement, 1930
- M. croceicornis Thomson, 1887
- M. curtiventris Clement, 1930
- M. dentatus (Fabricius, 1779)
- M. dirus Mocsary, 1883
- M. discolor Tosquinet, 1896
- M. dolenus Gauld & Sithole, 2002
- M. edwardsii Cresson, 1879
- M. elegans Tolkanitz, 1985
- M. eritreae Morley, 1912
- M. errantia Davis, 1897
- M. erythropus Kriechbaumer, 1894
- M. femoratus Cresson, 1874
- M. flavobalteatus (Cameron, 1903)
- M. fossulatus Uchida, 1933
- M. fulvicornis Mocsary, 1883
- M. fuscipennis Wesmael, 1849
- M. fuscolatus Chiu, 1962
- M. galbaneus Townes & Townes, 1959
- M. geophagus Gauld & Sithole, 2002
- M. gressitti Michener, 1941
- M. hakiensis Matsumura, 1912
- M. halorus Gauld & Sithole, 2002
- M. harpyiae Clement, 1930
- M. hilaris Tosquinet, 1896
- M. hilaroides Benoit, 1965
- M. hispanicus Clement, 1930
- M. insularis Seyrig, 1934
- M. interruptus Thomson, 1887
- M. iyoensis Uchida, 1930
- M. kasparyani Tolkanitz, 1985
- M. kiushuensis Uchida, 1932
- M. korbi Clement, 1930
- M. krombeini Townes & Townes, 1959
- M. laeviusculus Dominique, 1898
- M. latibalteatus Cameron, 1906
- M. laticinctellus Horstmann & Yu, 1999
- M. leiopygus Forster, 1850
- M. lobatus Clement, 1930
- M. longispina Clement, 1930
- M. lugubris Tosquinet, 1896
- M. maruyamensis Uchida, 1930
- M. mediterraneus Clement, 1930
- M. melanopsis Forster, 1850
- M. metallicus Michener, 1941
- M. michaelseni Szepligeti, 1908
- M. mimicus Townes & Townes, 1959
- M. necatorius (Fabricius, 1793)
- M. nigrator (Lepeletier & Serville, 1825)
- M. nigripalpis Benoit, 1965
- M. nodiformis (Benoit, 1961)
- M. notabilis Morley, 1912
- M. notatus Townes & Townes, 1959
- M. oharai Kusigemati, 1983
- M. paludicola Benoit, 1965
- M. paradoxus Clement, 1930
- M. pectoralis Townes & Townes, 1959
- M. pelus Gauld & Sithole, 2002
- M. pinatorius Brulle, 1846
- M. pocksungi Kim, 1958
- M. polyptichi Benoit, 1965
- M. pollinctorius (Say, 1835)
- M. pulchellus Cresson, 1865
- M. purpureotinctus (Cameron, 1907)
- M. pusillus Benoit, 1965
- M. quadrifasciatus Michener, 1941
- M. quambus Gauld & Sithole, 2002
- M. rileyi Marlatt, 1891
- M. rivolleti Dominique, 1898
- M. robustus Cresson, 1879
- M. rossicus Clement, 1930
- M. rufipes Cresson, 1865
- M. rufus Cameron, 1905
- M. sapporensis Uchida, 1930
- M. scapulatus Townes & Townes, 1959
- M. scitulus Cresson, 1879
- M. scrobiculatus Hartig, 1838
- M. scutatifrons Cresson, 1874
- M. secundus Townes & Townes, 1959
- M. semotus Tolkanitz, 1992
- M. senegalensis Benoit, 1965
- M. septemcinctus Clement, 1930
- M. seyrigi Benoit, 1961
- M. sicheli Seyrig, 1934
- M. similatorius Pfankuch, 1914
- M. sinensis Smith, 1877
- M. soror Chiu, 1962
- M. strenuus Benoit, 1965
- M. syriacus Clement, 1930
- M. tauricus Clement, 1930
- M. tingua Araujo & Penteado-Dias, 2011
- M. transcaspicus Clement, 1930
- M. tristis Clement, 1930
- M. tsingtauensis Clement, 1930
- M. turcestanicus Clement, 1930
- M. uchidai Michener, 1941
- M. ultimatus Davis, 1897
- M. unifenestratus Morley, 1912
- M. upembanus Benoit, 1965
- M. uralensis Clement, 1930
- M. vandykei Michener, 1941
- M. variegatus Morley, 1912
- M. venustus Tosquinet, 1889
- M. vespoides (Scopoli, 1763)
- M. vespulator Aubert, 1979
- M. victorovi Tolkanitz, 1992
- M. vittatus Townes & Townes, 1959
- M. xanthostigma Ashmead, 1890
- M. zonurus Benoit, 1965
- M. zuluanus Benoit, 1965
- M. zuluensis Benoit, 1965